# Helligtrekongerskage
Helligtrekongerskage er en slags kage, som er forbundet med helligtrekongersdag i nogle lande. Den er populær i juletiden i Frankrig og Schweiz (galette/gâteau des Rois), Portugal (Bolo Rei), Spanien (Roscón de Reyes og i Catalonien kaldet tortell), Grækenland og Cypern (vasilopita) og Bulgarien (banitsa).
Der findes mange forskellige ingredienser til helligtrekongerskage, men de fleste indeholder mælk, smør, gær, vand, brun farin og hvidt sukker, æg, husholdningssalt, muskatnød, mel og kanel. Ofte er der glasur på, som typisk laves af flormelis med citronsaft og forskellige farvede sukkerkrystaller.
Farverne på helligtrekongerskage stammer oprindeligt fra kristendommen. Den lilla farve symboliserer retfærdighed, den grønne symboliserer tro og guld symboliserer magt. De tre farver ærer de tre konger, der besøgte Jesusbarnet på den 12. dag efter jul.